# La Bressola
La Bressola (en français : le berceau) est une association d'écoles catalanes enseignant en immersion linguistique en catalan.
La Bressola fait partie du réseau Eskolim depuis sa création en 2009.

## Histoire et présentation
Née en 1976, elle est implantée dans le département des Pyrénées-Orientales.
Elle est l'équivalent catalan de Calandreta pour l'occitan, Diwan pour le breton, Ikastola pour le basque ou ABCM-Zweisprachigkeit pour les germanophones d'Alsace-Moselle, réseaux qu'elle retrouve au sein de la structure Eskolim.
Scolarisant, en 2007, 600 élèves dans huit centres, ces écoles sont ouvertes à « tous ceux qui habitent en Catalogne Nord, quelle que soit leur origine, et à toutes les familles désirant assurer une éducation de leurs enfants en langue catalane, sans distinction socioprofessionnelle, philosophique et surtout politique. » La méthode pratiquée est celle de l'immersion linguistique précoce.
Elle a reçu la prestigieuse Creu de Sant Jordi du governement catalan en 2007.
En 2019, la Bressola fête ses 40 ans d'existence et scolarise 1000 élèves.
En 2021, alors que l'association souhaite développer un projet de collège-lycée à Perpignan, un conflit l'oppose à la municipalité de Perpignan qui préempte au dernier moment le monastère de Sainte-Claire que souhaitait acheter l'association,,,. En première instance une décision du tribunal administratif invalide la préemption.
La Bressola compte en 2022, 9 centres: 7 écoles et 2 collèges et environ 1100 élèves.

## Établissements
- Pézilla-la-Rivière
- Prades
- Nyls-Ponteilla
- Saint-Estève
- Perpignan: 2 écoles, Sant Galdric et El Vernet
- El Soler
- Collège Pompeu Fabra situé à el Soler
- Collège Mas Rosselló situé à Canet en Rousillon

## Soutien aux écoles en langue catalane
En mars 2007, les joueurs de football du FC Barcelone Oleguer Presas et Lilian Thuram ont participé à la lecture d’un manifeste de défense de la langue catalane et de ces écoles à Perpignan.
Le manifeste est également signé du sélectionneur français Raymond Domenech des chanteurs Manu Chao, Cali, Zebda, I Muvrini, et de Françoise Xénakis.